# Ricardo Argemí
Ricardo Argemí (Buenos Aires, Argentina; ? - Ibidem; 1968) fue un primer actor de cine, radio y teatro 
Nacionalidad Argentina. 
Trabajó en varias obras teatrales y de radio teatro junto a su esposa Ercilia Podestá además de películas nacionales .

## Carrera
Veterano actor cinematográfico trabajó en decenas de películas siempre en roles de reparto. Actuó bajo la mano de directores de la talla de Luis Moglia Barth, Ernesto Arancibia, Román Viñoly Barreto,  León Klimovsky, René Mugica y Lucas Demare.
Se inició en 1949 con la película Edición Extra con Alita Román, Silvana Roth, Pedro Buchardo y gran elenco. Luego vinieron otros como La bestia debe morir con Laura Hidalgo y Narciso Ibáñez Menta; Detrás de un largo muro (1958) con Susana Campos, Gloria Ferrandiz y Lautaro Murúa; Plaza Huincul (Pozo Uno) (1960) con Duilio Marzio y Guillermo Murray; y El hombre de la esquina rosa (1962) con un elenco estelar entre las que se encontraban Susana Campos, Susana Brunetti, María Esther Buschiazzo y Alberto Barcel.
En radioteatro actuó en 1947 junto a María Concepción César, Gabriel Rodríguez Herrera, Emma Bernal y Diana Vértiz. Trabajó para destacadas emisoras como Radio Prieto
En teatro trabajó en obras como ¿Vendrás de noche? y El tendero de Santo Domingo. Se lució en el escenario secundando artistas de la talla de Ana María Campoy, Nélida Romero, Domingo Márquez, Raúl Rossi, entre otros.
Además durante 1950 y 1952 se desempeñó como segundo vicepresidente de la Asociación Argentina de Actores (el primero era Marcos Caplan) durante la presidencia de dicha entidad a cargo de Francisco Álvarez.

## Filmografía
| Año  | Título                       | Rol                | Director             | Notas            |
| ---- | ---------------------------- | ------------------ | -------------------- | ---------------- |
| 1962 | El hombre de la esquina rosa | Don Carmelo        | René Mugica          | Papel Secundario |
| 1960 | Plaza Huincul (Pozo Uno)     |                    | Lucas Demare         | Reparto          |
| 1958 | Detrás de un largo muro      | Don Dionisio       | Lucas Demare         | Reparto          |
| 1954 | Maleficio                    |                    | León Klimovsky       | Rol secundario   |
| 1953 | El vampiro negro             | Juez               | Román Viñoly Barreto | Reparto          |
| 1953 | El conde de Montecristo      |                    | León Klimovsky       | Rol secundario   |
| 1953 | La mujer de las camelias     |                    | Ernesto Arancibia    | Reparto          |
| 1952 | La bestia debe morir         | General            | Román Viñoly Barreto | Reparto          |
| 1949 | Edición Extra                | Comisario Cárdenas | Luis Moglia Barth    | Reparto          |

## Teatro
- Ornifle (1963), con Narciso Ibáñez Menta.
- El tendero de Santo Domingo (1949), junto a  María Armand, Miguel Bebán, Elina Colomer, Florindo Ferrario, Ángel Prio y Enrique Serrano
- ¿Vendrás de noche? (1948), con Elina Colomer, Rafael Frontaura, Felisa Mary, Carlota Rossi y Enrique Serrano.